# Општина Касчоареле (Калараш)
Касчоареле (рум. Căscioarele) општина је у Румунији у округу Калараш.
Oпштина се налази на надморској висини од 34 m.